# Desa Sukarasa (administrativ by i Indonesien, lat -7,21, long 107,83)
Desa Sukarasa är en administrativ by i Indonesien.   Den ligger i provinsen Jawa Barat, i den västra delen av landet, 150 km sydost om huvudstaden Jakarta.